# Gerold von Gleich
Gerold von Gleich (* 17. März 1869 in Ludwigsburg; † 7. April 1938 ebenda) war ein württembergischer Generalmajor, Autor und Gelehrter auf dem Gebiet der theoretischen Physik.

## Leben

### Herkunft und Familie
Er entstammte einer Familie von württembergischen Beamten, Politikern und Offizieren und wurde als Franz Maria Gerold Gleich geboren. Sein Vater Alarich von Gleich (1831–1896) war württembergischer Generalleutnant und 1890 in den erblichen Adelsstand erhoben worden. Dessen Vater war Max Heinrich Gleich, Verwalter des im Besitz des Deutschritterordens befindlichen Schlossgutes Kapfenburg sowie Mitglied des ersten frei gewählten Landtags des Königreichs Württemberg. Gerold von Gleich war verheiratet mit Helene von Gleich († 1935).

### Militärkarriere
Nach dem Abitur 1886 am Karls-Gymnasium Stuttgart, das er als Jahrgangsbester abschloss, begann Gleich noch im selben Jahr seine militärische Laufbahn als Fahnenjunker im Dragoner-Regiment „Königin Olga“ (1. Württembergisches) Nr. 25 der Württembergischen Armee in Ludwigsburg, dessen Kommandeur er später wurde.  Nachdem er für drei Jahre die Preußische Kriegsakademie in Berlin absolviert hatte, wurde er 1900 als Hauptmann erstmals in den Großen Generalstab kommandiert. 1902/05 war er Eskadronchef im Schleswig-Holsteinischen Dragoner-Regiment Nr. 13 in Metz und kehrte anschließend in den Großen Generalstab zurück. Dort begann seine lebenslange Freundschaft mit Wilhelm Groener, dem späteren Generalquartiermeister des Heeres und Minister in der Weimarer Republik. Es folgten Kommandierungen als Major zu den Stäben der 13. Division in Frankfurt am Main und des XIII. (Königlich Württembergisches) Armee-Korps in Stuttgart.
1912 wurde Gleich vom Generalstab als Attaché zum Oberkommando der griechischen Armee entsandt, um den Verlauf des Ersten Balkankriegs zu verfolgen. 1913 wurde er Oberstleutnant und Kommandeur der Olga-Dragoner. Bei Kriegsbeginn im August 1914 zog er mit diesem Regiment an die Westfront ins Feld. Nach Kampfeinsätzen in Lothringen und Flandern wurde er Stabschef der Etappeninspektion der 7. Armee, in dieser Eigenschaft am 20. März 1915 mit dem Ritterkreuz des Militärverdienstordens ausgezeichnet und Mitte August 1915 zum Oberst befördert.
Auf eigenes Betreiben hin wurde er im Februar 1916 als Chef des Stabes des Generalfeldmarschalls von der Goltz nach Bagdad versetzt. Hier wurde er türkischer Generalmajor und Generalstabschef der osmanischen 6. Armee mit dem Titel Pascha. In diese Zeit fiel die schwerste Niederlage der britischen Armee im Orient, als sich am 29. April mehr als 13.000 Soldaten unter dem Kommando General Townshends bei Kut al-Amara der osmanischen 6. Armee ergeben mussten. Wenige Monate später erkrankte Gleich durch verunreinigtes Wasser schwer, sodass er seinen Posten in der Türkei aufgeben musste. Seine Erlebnisse dort schilderte er später in dem Buch Vom Balkan nach Bagdad.
Nach seiner Genesung befehligte er ab Januar 1917 an der Westfront zunächst das Infanterie-Regiment „Kaiser Wilhelm, König von Preußen“ (2. Württembergisches) Nr. 120 und nahm mit diesem an der Schlacht an der Somme teil. Wenig später befehligte er die 18. Infanterie-Brigade in den Schlachten von Arras, Flandern, Cambrai und im Frühjahr in der „Kaiserschlacht“ bis er im September 1918 erkrankt von der Front zurückkehren musste. Kurz vor Kriegsende wurde er am 18. Oktober 1918 zum Generalmajor befördert. Als Garnisonskommandant seiner Heimatstadt Ludwigsburg verantwortete er die Demobilisierung der aus dem verlorenen Krieg zurückkehrenden Soldaten. Auf seinen Wunsch hin wurde Gleich 1919 zur Disposition gestellt.

### Beiträge zur Zeitgeschichte
Unmittelbar nach Kriegsende begann Gleich seine militärischen und politischen Erfahrungen und Beurteilungen auf der Grundlage seiner ausführlichen Tagebücher niederzuschreiben. Neben diversen Publikationen über den Krieg im Orient erregte sein Buch „Die alte Armee und ihre Verirrungen“ breite Aufmerksamkeit bis in die 1960er Jahre. Darin kritisiert er nicht nur schonungslos die Defizite des Militärs und seiner Führung vor und während des Ersten Weltkrieges, sondern er setzt sich auch in konstruktiver Weise mit dem Leitbild des Offiziersberufs auseinander.
Wohl primär aus familiären Gründen – sein zweiter Sohn Sigismund wurde Anthroposoph – setzte sich Gleich Anfang der 1920er Jahre öffentlich mit der Person und den Lehren Rudolf Steiners auseinander, die damals im Stuttgarter Raum sehr kontrovers diskutiert wurden. Mehrere Aufforderungen, sich politisch zu engagieren, wehrte Gleich ab.

### Beiträge zur Wissenschaft
Kurz nach dem Krieg begann für Gleich eine zweite Laufbahn als Wissenschaftler. Schon als Fähnrich auf der Kriegsschule hatte er sich intensiv mit mathematischen und astronomischen Studien befasst – darunter mit Werken wie der Mecanique celeste von Laplace – die er nun vertiefte und sich eine private Fachbibliothek aufbaute. Schon bald veröffentlichte er Aufsätze in führenden Fachzeitschriften wie Annalen der Physik, Zeitschrift für Physik und den Astronomischen Nachrichten. Er verfasste rund 40 wissenschaftliche Artikel zu mathematischen und astrophysikalischen Fragen sowie  Aufsätze zur damaligen wissenschaftlichen Diskussion über Albert Einsteins Relativitätstheorie und deren Schwächen. Dazu zählen seine Ausführungen über die Perihelbewegung des Merkur – ein Thema, dem er mehrere  Abhandlungen widmete. In seinem Buch Einsteins Relativitätstheorie und physikalische Wirklichkeit fasste Gleich die Ergebnisse seiner diesbezüglichen Forschungen zusammen.
Gerold von Gleich verstarb am 7. April 1938 nach langer Krankheit. 

## Veröffentlichungen (Auswahl)
- Die alte Armee und ihre Verirrungen. Eine kritische Studie. Koehler, Leipzig 1919.
- Vom Balkan nach Bagdad. Militärisch-politische Erinnerungen an den Orient. Scherl Verlag, Berlin 1921, Reprint 2012.
- Vom öffentlichen und geheimem Wirken Rudolf Steiners, Vortrag, Verlag Heyder & Zimmer, 1922.
- Betrachtungen über die Kriegführung in Mesopotamien. In: Jahrbuch des Bundes der Asienkämpfer. 1923, S. 81–105.
- Zur Lichtablenkung in der Nähe der Sonne, Springer, Berlin 1928.
- Über die Grundlagen der Einsteinschen Gravitationstheorie, Springer, Berlin 1929.
- Der Hauptbeweis für die allgemeine Relativitätstheorie, Springer, Berlin 1929.
- Einsteins Relativitätstheorien und physikalische Wirklichkeit. Barth Verlag, Leipzig 1930, Reprint 2018, ISBN 3-226-03773-0.